# イムコ

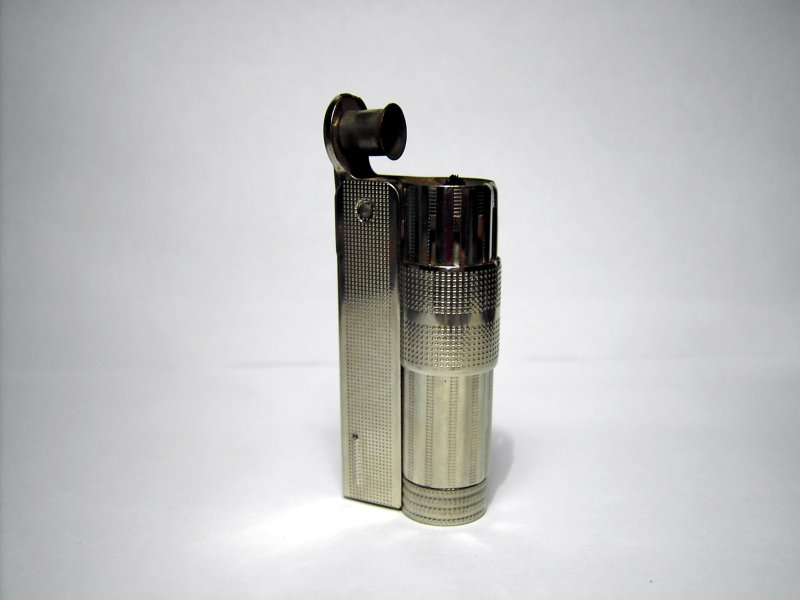
IMCO Triplex Super

イムコ(IMCO/IMCO Österreichische Feuerzeug- und Metallwarenfabrik GmbH)はオーストリアの首都ウィーンにあったライター及び金属製品製造メーカーである。1907年金属ボタンメーカーとして創業。1918年よりライターの製造を開始。シンプルで機械的なオイルライターは、一部で根強い人気がある。

## 沿革
イムコは1907年にユリウス・マイスターによって、ボタンメーカーとして創業した。当時のオーストリアはハプスブルク家によるオーストリア＝ハンガリー帝国であった。1914年に勃発した第一次世界大戦で、帝国はドイツ帝国とともに同盟国側として参戦。当時のイムコは軍需向けにボタンを製造していた。終戦後、ボタンの需要が無くなるとライター製造を開始。初期は空薬莢を再利用して製造していた。
終戦の年 1918年より「Ifa（イーファ：IMCO Feuerzeuge Austria）」の開発・製造に着手し、1920年にリリース。この頃のIfaの形状は薬莢のシルエットが強く残っている。1927年改良の末、日本では「トレンチライター」として有名なIfaがリリースされる。1920年代、Ifaは大量生産され海外にも輸出された。この成功が、後のイムコの礎になったとされる。
なお、Ifaと同様のライターは、さまざまなメーカーによってレプリカ生産されている。
第二次世界大戦ではアメリカ軍将兵がジッポー、イギリス軍将兵がロンソンを使用したのに対し、ドイツ軍将兵はイムコを愛用した。と通説では言われている。
しかし、実際にドイツ軍に納入していたのは、WIFEU社(Wiener Feuerzeug- und Metallwaren-Fabrik 1969年廃業)の様なメーカーである。オーストリアのメーカーが廃業していく中、イムコは近年までそのブランド名を維持できた為、この様な通説が生まれたと考えられる。
イムコ社は、ライター以外にもクリップやステープラ、その他タバコ関連の商品などを販売している。
2012年4月に、イムコ社はライター製造の幕を閉じた。その後、日本の柘製作所が、2013年2月に「ＩＭＣＯ」ブランドを正式に引き継ぎ、2014年11月「イムコ」の象徴ともいえる「スーパー」及び「ジュニア」を完全復刻した。（これらの生産国は中国。IMCOの商標はウインドミル株式会社によって登録されている。）

## オイルライター製品

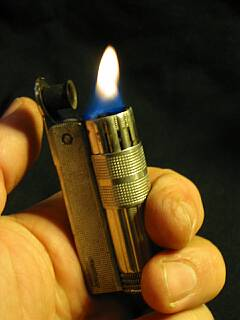
トリプレックススーパー。風防は下げた（風が入るようになっている）状態

主力製品であるライター「トリプレックススーパー（通称「スーパー」）」は、大量生産に向いた簡素、軽量、細身なライターであり、かつ分解やアレンジ、メンテナンスなども容易な機械的デザインで、安価でありながら非常に洗練された構造であるのが特徴である。収納状態ではウィック（芯）が金属製のスリーブで覆われるなど、オイル容器の気密性にも優れている。同社はライターの構造に関して、ほぼ創業以来一貫して改変を加えていない。
また、普通のライターにはない特殊な使用法も可能である。部品を一つ一つ簡単に分解できるため、ウィック（芯）が付属するオイルタンクを本体から完全に分離することができる。このタンクは直立するため、着火状態のままタンクを直立させることでロウソクのように使用できる。
オイルライターの老舗として世界中で人気をもつジッポー社の創業は1932年であり、イムコは創業・製造ともそれより早い。そのため、ジッポーを含む世界中ほぼ全てのオイルライターのフリントとウィックはイムコ社の規格に基づいており、コンビニエンスストアの使い捨てライターなども例外ではない。現在では互換品の使用は推奨されていないが、交換自体は可能である。
主要商品
- トリプレックススーパー（オイルタンク部分が丸く、外側に可動式の風防カバーが付いている）
- トリプレックスジュニア（スーパーの廉価版。可動式風防がない）
- ストリームライン（オイルタンクが四角状で薄型。上記二種と違い平べったい形状をしている）
- パイプライター（ガス注入式のパイプ用）